# Parrella
Parrella és un gènere de peixos de la família dels gòbids i de l'ordre dels perciformes.

## Taxonomia
- Parrella fusca (Ginsburg, 1939)[2]
- Parrella ginsburgi (Wade, 1946)[3]
- Parrella lucretiae (Eigenmann & Eigenmann, 1888)[4]
- Parrella macropteryx (Ginsburg, 1939)[2]
- Parrella maxillaris (Ginsburg, 1938)[5][6][7][8][9][10][11]